# David Packouz

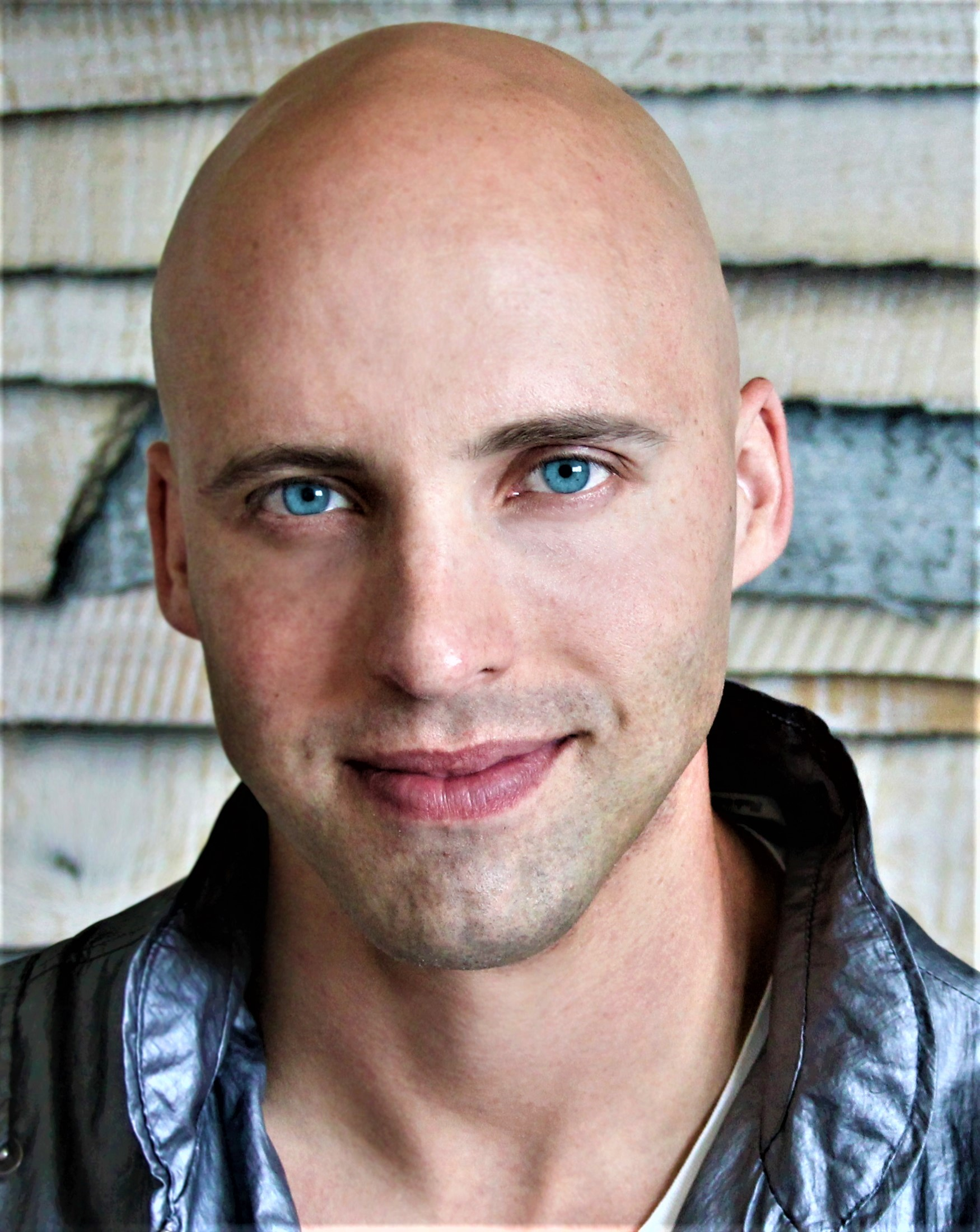
David Packouz

David Mordechai Packouz (/pækhaʊs/ nascido a 16 de Fevereiro de 1982) é um antigo fornecedor americano de armas, músico, inventor, e antigo massagista terapêutico.
O seu parceiro, a companhia de armas de Efraim Diveroli AEY Inc., era um contratante de armas para o Departamento da Defesa dos Estados Unidos. A companhia totalizou mais de $500 milhões em contratos para fornecer munições, espingardas de assalto, e outras armas em 2007 depois de terem ganho um contrato de $698 milhões para serem os únicos fornecedores de munições do Exército Nacional Afegão e Polícia. O Governo dos Estados Unidos suspendeu a AEY por violar o contrato depois do The New York Times ter publicado na capa um artigo em 2008 dizendo que a AEY Inc. estava a fornecer munições chinesas abaixo do padrão com 42 anos em "caixas a desfazerem-se", e a tentarem melhorá-las e a embrulhá-las novamente, dessa forma violando o embargo de armas americana contra a China. O artigo enfatizava que Packouz e Diveroli estavam no início dos 20 anos na altura e encarregues de armar todo o exército afegão e a Polícia. Como resultado da publicidade em volta do contrato e da idade dos fornecedores, o Exército dos Estados Unidos começou a rever os seus procedimentos contratuais. Packouz foi indiciado de 71 acusações de fraude, uma acusação por cada aeronave carregada com munição chinesa, e eventualmente deu-se como culpado de uma apenas acusação de conspiração. Não foram trazidas acusações sobre a qualidade da munição e o Exército dos Estados Unidos testemunhou em tribunal que a maioria das munições fornecidas pela AEY passaram nos requisitos de qualidade do Exército. Packouz é protagonizado por Miles Teller no filme drama-comédia de 2016 War Dogs, no qual Packouz aparece como guitarrista e cantor num lar de terceira idade.
Depois da AEY Inc., Packouz inventou uma bateria a pedal para guitarristas, a BeatBuddy, e é actualmente o CEO da empresa de tecnologia musical Singular Sound.

## Infância
Packouz nasceu em 1982 em St Louis, Missouri, de uma família judia. Ele é um de nove crianças, e filho de Shoshana e Rabbi Kalman Packouz, da Ortodoxa Aish HaTorah, que escreveu o livro "How to Prevent an Intermarriage" (Como Prevenir um Casamento entre Parentes). Packouz era um massagista terapêutico na altura em que trabalhava na AEY.
Antes das suas actividades na AEY, Packouz foi preso em 2003 por posse da droga GHB.

## Carreira nas armas e AEY
Packouz juntou-se à companhia de armas AEY Inc. do seu parceiro Efraim Diveroli em 2005: Efraim tinha apenas 19 anos na altura, enquanto que David tinha 23. No fim de 2006, tinham ganho 149 contratos que valiam cerca de $10.5 milhões, atingidos através de horas procurando contratos governamentais na internet e contactando comerciantes de armas estrangeiros.
No início de 2007, a AEY Inc., assegurou um contrato do governo americano de perto de $300 milhões para fornecer o Exército Afegão com 100 milhões de ciclos de munições de AK-47, milhões de ciclos para as espingardas sniper SVD Dragunov, e mísseis de aviação. A munição que a AEY Inc. tinha assegurado na Albânia para cumprir o contrato tinha vindo originalmente da China, violando os termos do contrato da AEY com o Exército dos Estados Unidos que bania a munição chinesa devido a um embargo americano sob a indústria militar chinesa. A munição chinesa de 42 anos veio em "caixas a desfazerem-se". 
AEY Inc. voltou a embalar a munição chinesa, o que o Governo dos Estados Unidos considera como fraude. O problema com a munição chinesa tornou-se o fico de um distúrbio logístico e legal que durou meses no Exército dos Estados Unidos e no Departamento da Justiça; a AEY Inc. recebeu muita atenção dos media, especialmente devido à idade dos jovens comerciantes de armas de Miami Beach e à sua atracção por marijuana, dando-lhes a alcunha de "os comerciantes de armas pedrados" ou "os tipos".
Diveroli e David Packouz foram condenados por fraude em Janeiro de 2011. Diveroli foi sentenciado a 4 anos numa prisão federal, enquanto que Packouz foi senteciado a 7 meses de prisão domiciliária.
A história foi publicada no livro de Guy Lawson de 2015 Arms and the Dudes, e foi produzido para o filme de 2016 War Dogs por Todd Phillips. Packouz é protagonizado por Miles Teller, enquanto que Diveroli é protagonizado por Jonah Hill.

## BeatBuddy
Depois da AEY Inc., Packouz inventou um pedal para a guitarra, o BeatBuddy, a primeira bateria a pedal para a guitarra. O pedal foi primeiramente engendrado e manufacturados em 2014, depois de ser financiado via IndieGogo.

## Vida pessoal
Packouz tem uma filha, Amabelle Jane, nascida em 2007. Ele vive em Miami, Flórida.
Em 2012, Packouz foi preso no Motel 82 em Naples depois de alegadamente ter aceito ter feito sexo com uma agente da polícia disfarçada do Condado de Collier por $400, segundo a polícia. Packouz acabou por ser dado como culpado de prostituição por um júri em 2013.